# Jules-Alexandre Grün
Jules-Alexandre Grün (Parigi, 26 maggio 1868 – Neuilly-sur-Seine, 24 gennaio 1938) è stato un pittore francese.
Fu anche un eccellente illustratore, caricaturista e un apprezzato autore di manifesti. Appartenne alla corrente dei postimpressionisti.

## Biografia
Jules Grün, nacque a Parigi e fu allievo di Jean-Baptiste Lavastre, pittore-decoratore dell'Opéra de Paris, nonché del pittore paesaggista Antoine Guillemet.
 
I suoi soggetti prediletti furono le nature morte (nel gusto di Jean Siméon Chardin), i ritratti e le scene di vita parigina.

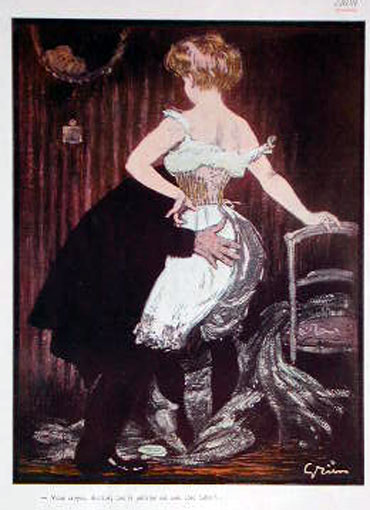
Signora in biancheria

Nel 1890 conobbe Léon Xanrof, e, a seguito di questo incontro, iniziò una carriera di illustratore che lo condurrà al disegno satirico sulla stampa (collaborò fra gli altri, con la rivista Cocorico e L'Assiette au beurre). Nello stesso anno firmò il suo primo manifesto per il comico militare Polin. Dal 1890 al 1931, creò circa 135 manifesti. Citiamo anche i suoi manifesti pubblicitari per le feste: La Vachalcade del 1897, i music-halls (Moulin rouge, Au Violon. Café Riche), e i caffè-concerti di Montmartre, come Le Carillon o Le tréteau de Tabarin e infine i manifesti turistici come: Les chemins de fer de l'Ouest. Paris Londres.
Ma il culmine della sua attività di pittore furono le opere che gli furono commissionate nel 1909 dal Sotto-segretario di Stato alle belle arti Étienne Dujardin-Beaumetz, per celebrare nel 1911 il 30º anniversario del "Salon des artistes français". L'audacia dell'ampia composizione e il virtuosismo del suo pennello nel quadro Un vendredi au Salon des artistes français mostrano molto più della vanità di una sera di "vernissage" mondano noto come l'occasione per esibire i propri abiti di moda. Ben centoquattro personalità dell'epoca vi sono raffigurate, fra cui i pittori Henri Harpignies, Fernand Cormon, Léon Bonnat o Charles Léandre; una pittrice: Clémentine-Hélène Dufau; l'architetto Victor Laloux; la cantante Yvette Guilbert; il compositore Gabriel Fauré; il caricaturista e illustratore Sem, le attrici Geneviève Lantelme e Renée Maupin. Medesime caratteristiche, con maggiore qualità compositiva e pittorica, mostra
anche il suo capolavoro: La fin du diner.
Il 12 aprile 1904, Jules Grün sposò Marie-Juliette Toutain (1877-1948) nella chiesa di Saint-Louis des Invalides.
Nel 1920, 1921 e 1927, Jules Grün espose in Argentina, alla gallerie Witcomb di Buenos Aires. Appassionata delle sue opere, questa galleria gli dedicò una retrospettiva postuma nel 1948.
Dal 1898 sino alla morte, Jules Grün fu membro della "Société artistique et littéraire Le Cornet", creata nel Cabaret dell'"Âne rouge" da Bertrand Millanvoye, Paul Delmet, Albert Michaut e Georges Courteline. La sua caricatura di un membro della "Società" mostra il pittore e filantropo Léon Huber, con le fattezze di un gatto. Essa apparve nella rivista del "Cornet" nel giugno del 1908.
Nel 1934 Jules Grün accusò i sintomi della malattia di Parkinson, che gli concederà solo altri quattro anni di vita.
Egli morì infatti nel 1938, all'età di 70 anni, e fu sepolto a Parigi nel cimitero di Père-Lachaise.
Alcuni autori indicano il 1934 come anno della sua morte, ma in realtà fu l'anno in cui smise di dipingere e si ritirò tristemente dalla vita pubblica.

## Opere nelle collezioni pubbliche
- Chemin de fer de l'Ouest (Bretagna), manifesto litografico, 1901, Museo dipartimentale bretone, Quimper
- La Fontaine de cuivre, olio su tela, 1903, Museo di belle arti di Bordeaux
- L'Antiquaire, olio su tela, 1903, Museo di belle arti di Agen
- Un vendredi au "Salon des artistes français", olio su tela, 1911, Museo di belle arti di Rouen
- Fin de souper, olio su tela, 1913, Museo di belle arti di Tourcoing
- Un vieux, olio su tela, 1913, Museo d'arte e Storia di Lisieux
- Corps franc rentrant d'un coup de main, olio su cartone, 1917, Museo di Storia contemporanea di Parigi
- Portrait de Alfred Baudrillart de l'Académie Française, 1922
- Portrait de Georges Goyau en habit d'académicien, 1924, Museo storico e archeologico di Orléans
- Jean-Louis Forain, olio su tela, 1929, Musée d'Orsay, Parigi
- Sortie de la messe au Breuil-en-Auge (Calvados), olio su tela, 1934, Chiesa di S. Michele di Pont-l'Évêque

## Galleria d'immagini

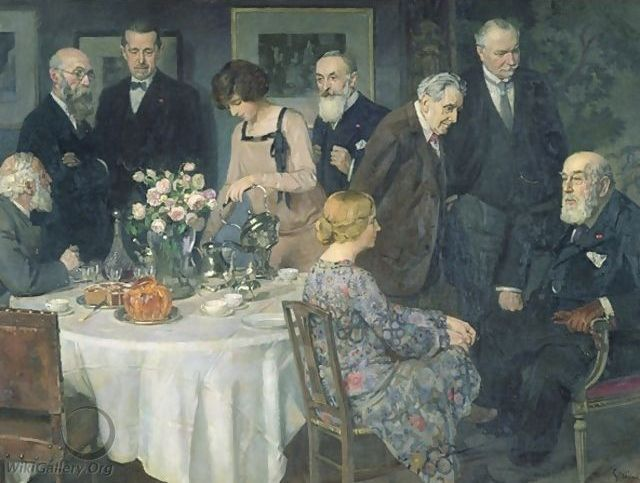
Riunione di artisti
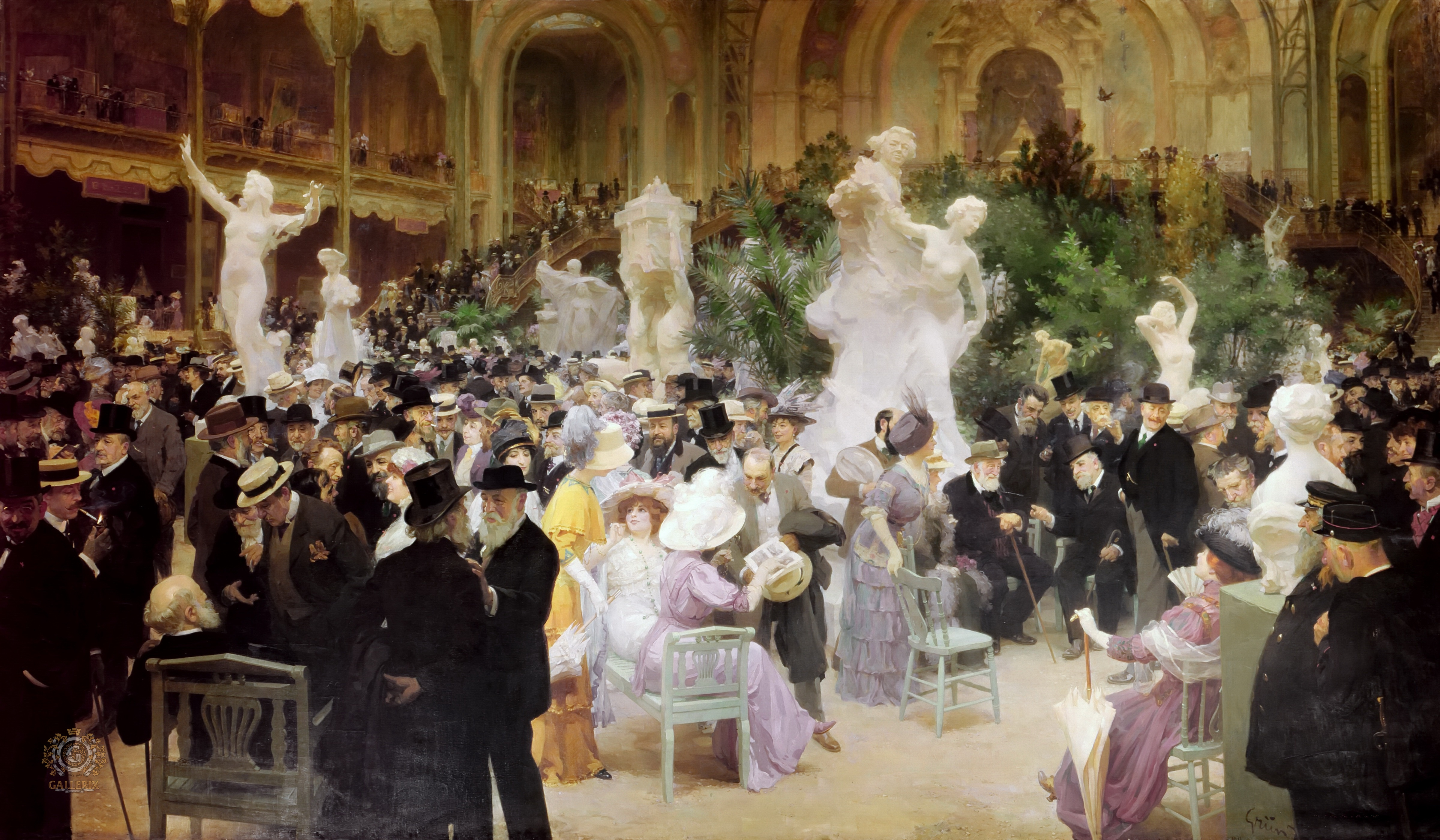
Un venerdì al "Salon des Artistes français"
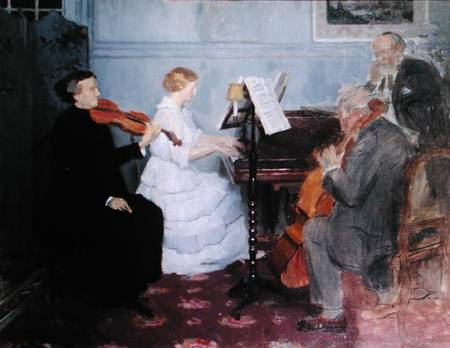
Musica da camera

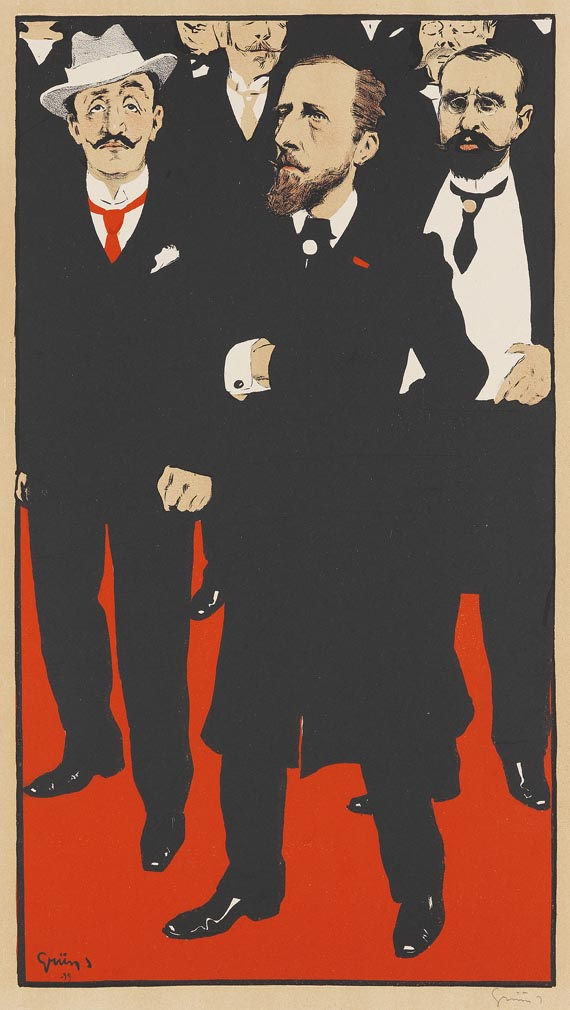
Émile Zola
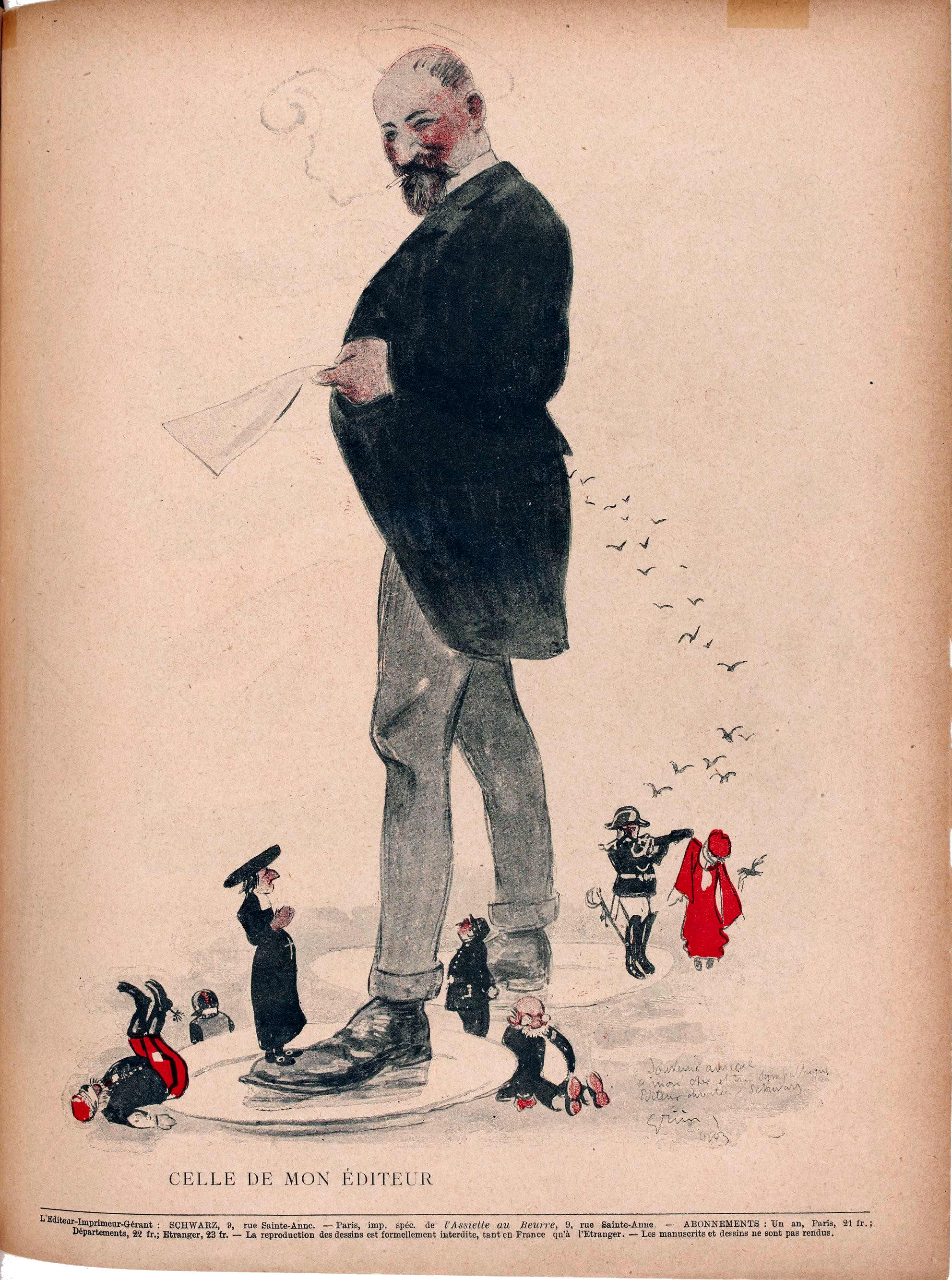
Samuel Schwarz
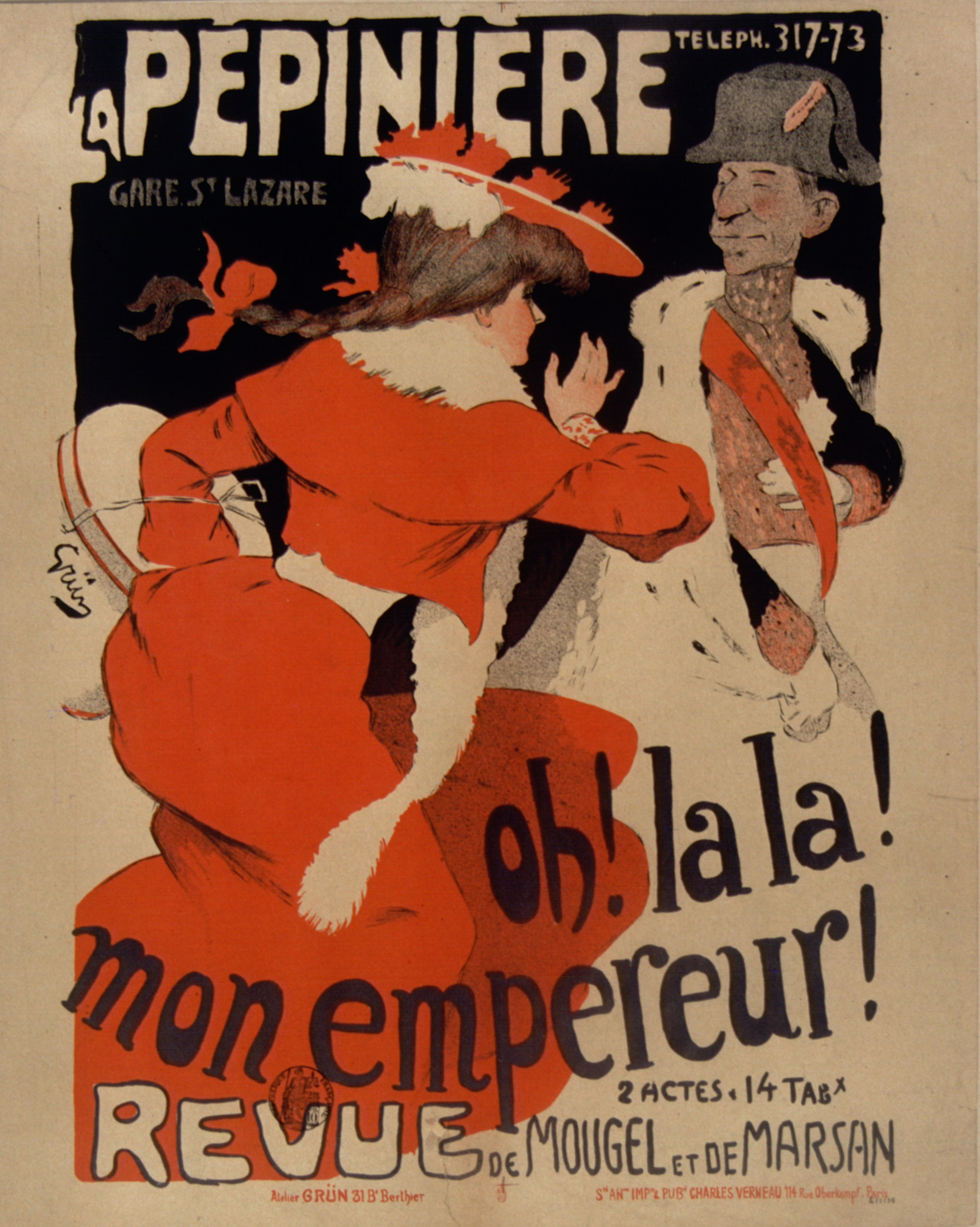
La Pépinière (il vivaio)
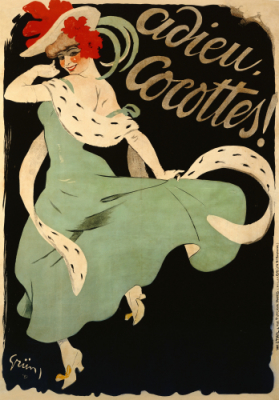
Addio, Cocottes
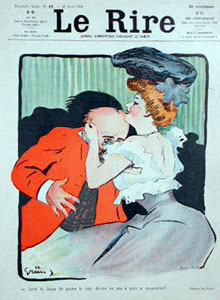
Copertina
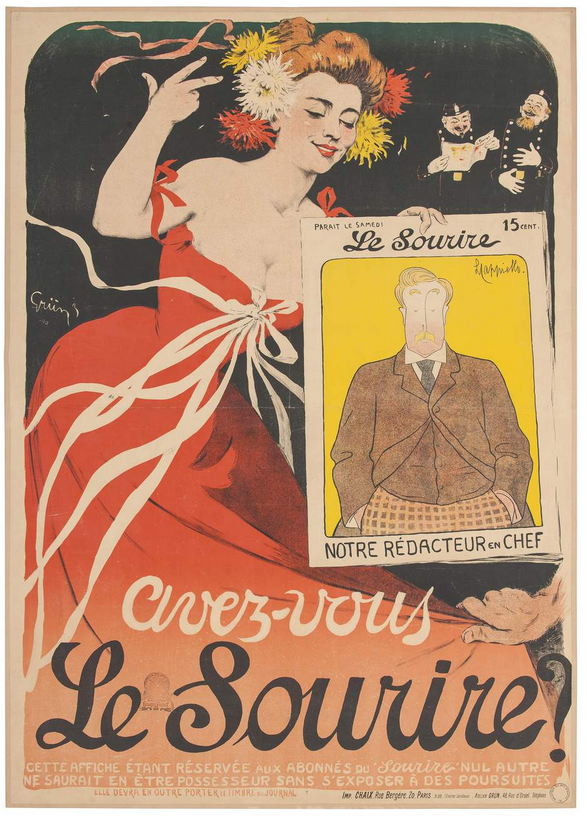
Il sorriso

## Onorificenze
- Cavaliere della Légion d'honneur nel 1911.
- Comandante del Nicham Iftikhar, onorificenza conferita dal Pascià del Regno di Tunisi, nel 1912.

## Collegamenti esterni

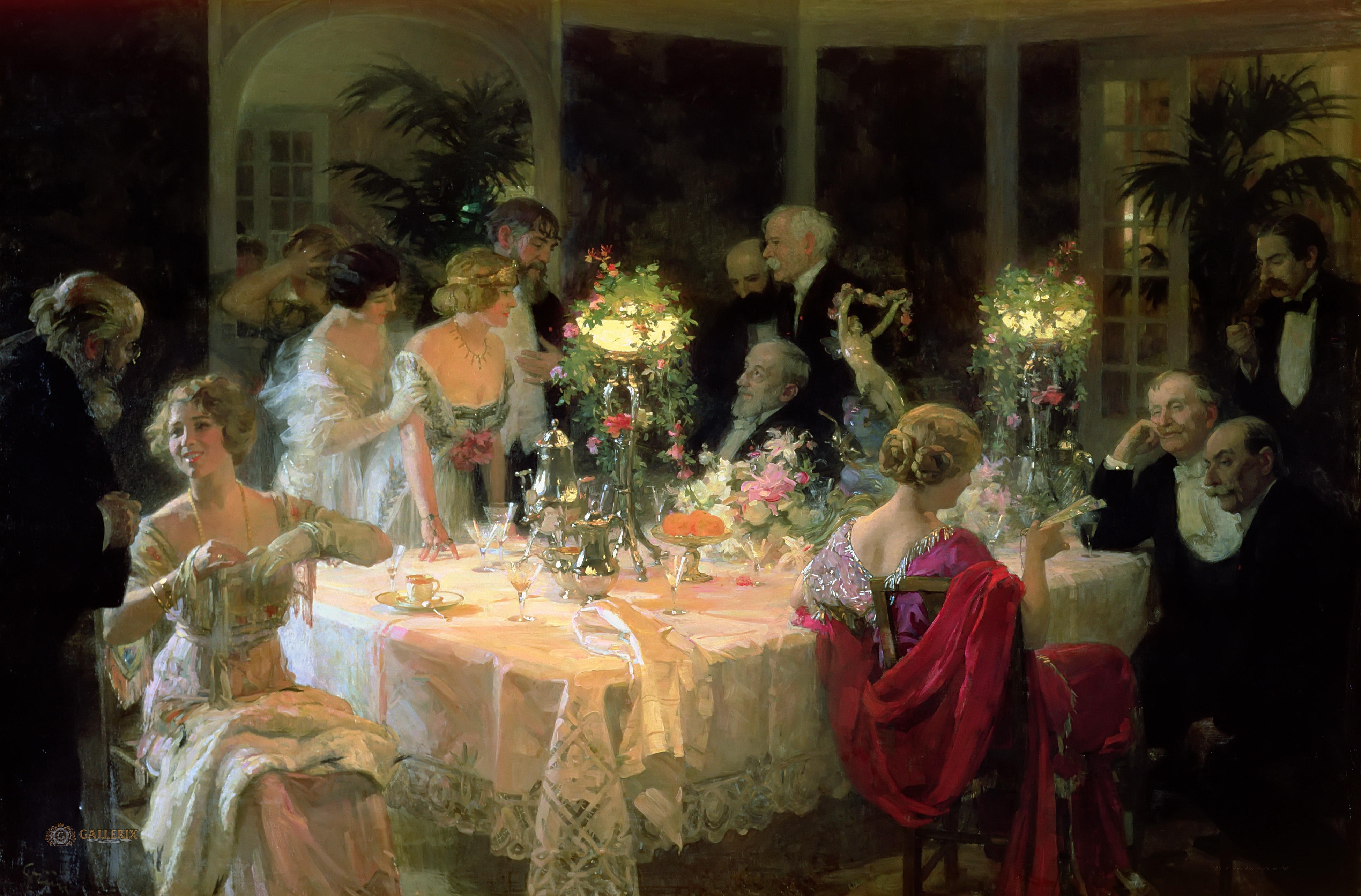
Fine della cena